# ليزا أندرسون

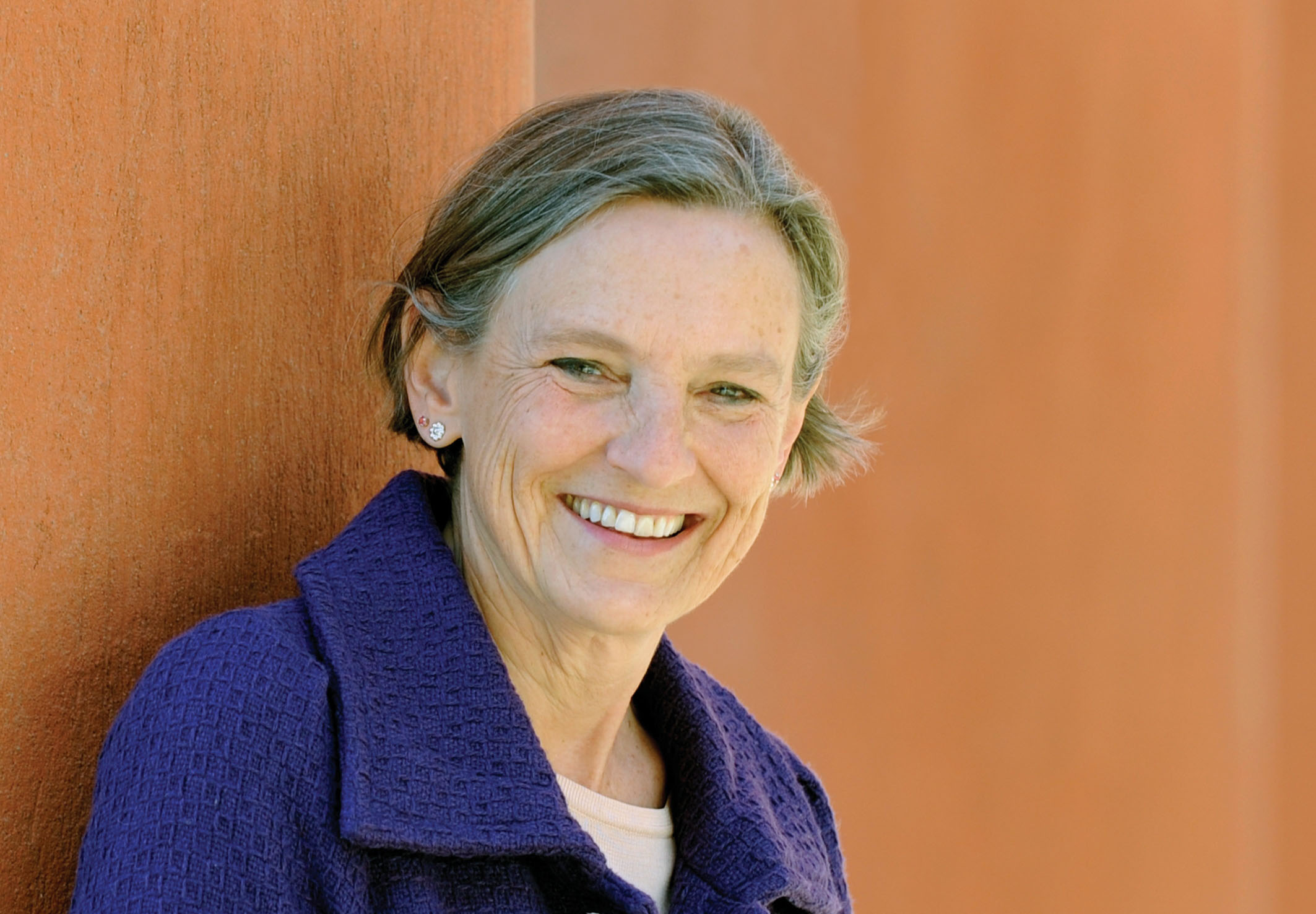
ليزا أندرسون

Lisa Anderson ليزا أندرسون (ولدت: 16, أوكتوبر ,1950) أستاذة في العلوم السياسية الأمريكية والرئيسة السابقة للجامعة الأمريكية بالقاهرة (AUC).
متخصصة في سياسات الشرق الأوسط وشمال أفريقيا، وخدمت ليزا أندرسون كرئيسة لـAUC 2011-2016 و بروفوست 2008-2010.
قبل انضمامها إلى الجامعة الأمريكية بالقاهرة، كانت ليزا أندرسون خبيرة العلاقات الدولية في جامعة كولومبيا، عميدة كلية كولومبيا للشؤون الدولية والعامة، ورئيسة قسم العلوم السياسية ومديرة معهد الشرق الأوسط.
سابقاً , كانت أستاذة مساعدة في الدراسات الحكومية والاجتماعية في جامعة هارفارد.
ليزا أندرسون كانت الرئيسة السابقة لجمعية دراسات الشرق الأوسط (MESA) والرئيسة السابقة لمجلس إدارة بحوث العلوم الاجتماعية.
ليزا أيضا عضو سابق في مجلس جمعية العلوم السياسية الأمريكية وخدمت في مجلس إدارة كارنيجي للأخلاقيات في الشؤون الدولية.
وهي عضو فخري في مجلس إدارة هيومن رايتس ووتش، حيث شغلت منصب الرئيس المشارك لهيومن رايتس ووتش / الشرق الأوسط، الرئيس المشارك للمجلس الاستشاري الدولي لمؤسسة الكسندر فون همبولت وعضو المجلس الاستشاري الدولي للمؤتمر العالمي لدراسات الشرق الأوسط. وهي أيضا عضو في مجلس العلاقات الخارجية.
ليزا أندرسون حاصلة على بكالوريا في الآداب من كلية سارة لورانس وعلى درجة الماجستير في الآداب في القانون والدبلوماسية من كلية فليتشر بجامعة تافتس.
حصلت على شهادة الدكتوراه في العلوم السياسية من جامعة كولومبيا في عام 1981، حيث حصلت أيضا على شهادة من معهد الشرق الأوسط.
يركز بحثها العلمي على تشكيل الدولة، تغيير النظام، والتنمية الاقتصادية والسياسية في الشرق الأوسط.
في عام 2002، حصلت ليزا أندرسون على دكتوراه فخرية في القانون من جامعة مونموث.
في خريف عام 2013، زارت الأكاديمية الأمريكية في برلين باعتبارها من زوار ريتشارد هولبروك الكرام.
في عام 2015، حصلت على درجة الدكتوراه الفخرية من الجامعة الأمريكية في باريس (2015) 
وانتخبت عضوا في الأكاديمية الأمريكية للفنون والعلوم.

## منشورات مختارة
- متابعة الحقيقة، السلطة الممارسة: العلوم الاجتماعية والسياسة العامة في القرن الحادي والعشرين (مطبعة جامعة كولومبيا، 2003) [8]
- التحول الدولي والاجتماعي في تونس وليبيا، 1830-1980 (مطبعة جامعة برينستون، 1986) 
[9]
- الانتقال إلى الديمقراطية، محررة (مطبعة جامعة كولومبيا، 1999)
[10]
- أصول القومية العربية (المحرر المشارك، مطبعة جامعة كولومبيا، 1991)
[11]

## وصلات خارجية
- Official Website from the American University in Cairo
- Lisa Anderson as the Richard C. Holbrooke Distinguished Visitor in Fall 2013 at the American Academy in Berlin